# Rob Baetens

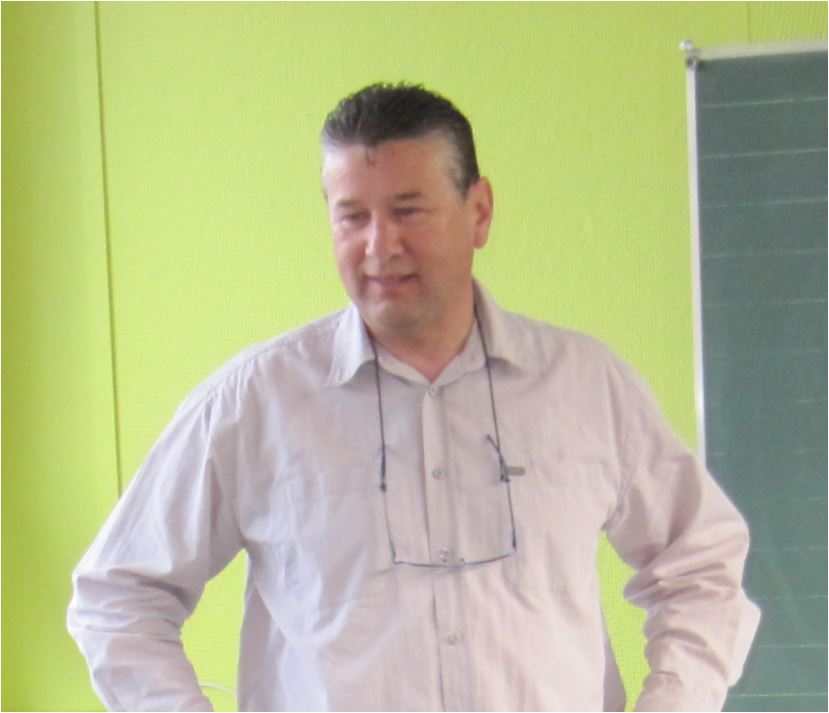
Rob Baetens als leraar

Rob Baetens (Lokeren, 17 februari 1956) is een Vlaamse schrijver van jeugd- en kinderboeken.

## Biografie
Baetens studeerde regentaat Nederlands-Engels in de Bisschoppelijke Normaalschool te Sint-Niklaas van 1974 tot 1976 en begon dat jaar te werken als studiemeester-opvoeder. Later ging hij aan de slag als leraar Nederlands, Engels en Economie in het Buitengewoon Secundair Onderwijs. Baetens begeleidde laaggeschoolde jongeren bij het vinden naar werk in bedrijven en de dienstensector tot hij met pensioen ging. Zijn dochter Sofie zette hem aan om schrijver te worden. Zij daagde hem uit om een "keicool" jeugdboek te schrijven. Zodoende kwam in 1995 zijn eerste boek Johnny Shit uit en er volgden nog vele andere. De boeren krijg je niet zomaar klein! schreef hij samen met Frank Pollet in 1998.
Baetens woont te Stekene, Klein-Sinaai, dicht bij de voormalige abdij Van Boudelo.

### Kinder- en jeugdboeken
- Johnny Shit (1995)

- Verrassing op de Pinta (1996)

- De schat van Boudelo (1997)

- Patrick V. (1998)

- Erkan (2000)

- Liefde in een fles ( 2000)

- Een regenbui van tranen (2001)

- Vuile handen (2003)

- Zwanger van een droom (2004)

- Schuilen in regenbogen (2005)

- De papaver bloedt (2006)

- Heksengriep (2012)

- Heksengroupie (2013)

- Dwars (2013)[5]

- De dubbelschat van Boudelo (2015)[6]

- Wisselstroom (2018)

- Zwanger van Verlangen (2021)

### Griezelverhalen
- Het spookt op het Baggaarthof (Stekene), Griezelverhalen in het Waasland, 2007
- Het feniksvirus, Junior Monsterboek 1, Kramat, 2012

- Gore onderkruipers, Junior Monsterboek 2, Kramat, 2013

- Geestgedruis, Junior Monsterboek 3, Kramat, 2014
- Koudbloedig, Junior Monsterboek 4, Kramat, 2015
- Vleeseters, Junior Monsterboek 5, Kramat, 2016

- Nachtboek van een Pamwier, Junior Monsterboek 6, Kramat, 2017

- Welkom in Hotel Halloween, Junior Monsterboek 7, Kramat, 2018
- De zwarte kraai vliegt uit, Junior Monsterboek 8, Kramat, 2019

### Educatieve publicaties
- De boeren krijg je zomaar niet klein!, De Sikkel , 1998

- Sporen gezocht, De Boeck, 2003

- Kaat en Tim piraat, De Boeck, 2004